# Назви Громадянської війни в США
Найпоширенішою назвою  Громадянської війни в США в сучасному американському вжитку є просто «Громадянська війна». Хоча термін «війна між Штатами» рідко використовувався під час війни, пізніше він став широко поширеним на півдні Сполучених Штатів. Під час і одразу після війни історики Півночі часто використовували терміни «Війна повстання» (War of the Rebellion) та «Велике повстання» (Great Rebellion), а термін Конфедерації був «Війна за незалежність Півдня» (War for Southern Independence), який повернув певну популярність у 20 столітті, але знову вийшов з вжитку. Назва «Повстання рабовласників» (Slaveholders' Rebellion) була використана Фредеріком Дугласом і з'являється в газетних статтях. «Війна за свободу» (Freedom War) використовується, щоб відзначити вплив війни на припинення рабства.
Під час правління Джима Кроу в 1950-х роках термін «Війна за Північну агресію» (War of Northern Aggression) розвинувся під час руху «Загублена справа Конфедерації» (Lost Cause of the Confederacy) південними історичними ревізіоністами або негаціоністами. Цей ярлик придумали прихильники сегрегації, намагаючись прирівняти сучасні спроби покінчити з сегрегацією та спроби 19-го століття скасувати рабство.
Існує також кілька назв для сил з кожного боку; протиборчі сили також називали битви по-різному. Війська Союзу часто називали битви на честь водойм, що знаходилися на полі бою або поблизу нього, а конфедерати найчастіше використовували назву найближчого міста. Як наслідок, багато битв мають дві або більше назв, які використовувалися по-різному, але, за деякими помітними винятками, одна назва зрештою мала тенденцію набувати пріоритету.

## Незмінні назви

### Громадянська війна
У Сполучених Штатах «громадянська війна» (Civil War) є найпоширенішим терміном для позначення конфлікту, який використовується переважною більшістю довідників, наукових журналів, словників, енциклопедій, популярних історій та засобів масової інформації в Сполучених Штатах з початку 20-го століття. Служба національних парків, урядова організація, якій Конгрес США доручив зберігати поля битв війни, використовує цей термін. У роботах таких видатних людей, як Джефферсон Девіс, Роберт Е. Лі, Улісс С. Грант, Вільям Текумсе Шерман, П. Г. Т. Борегард, Натан Бедфорд Форрест і Джуда П. Бенджамін використовував термін «Громадянська війна» під час конфлікту. Авраам Лінкольн використовував його кілька разів. У 1862 році Верховний суд США використав терміни «поточна громадянська війна між Сполученими Штатами та так званими Конфедеративними Штатами» (The present civil war between the United States and the so called Confederate States) та «громадянська війна, подібна до тієї, що зараз ведеться між Північними та Південними Штатами» (The civil war such as that now waged between the Northern and Southern States).
Англомовні історики    за межами Сполучених Штатів зазвичай називають конфлікт «американською громадянською війною». Такі варіації також використовуються в Сполучених Штатах, якщо інакше війну можна сплутати з іншою громадянською війною, такою як громадянська війна в Англії, громадянська війна в Росії або громадянська війна в Іспанії.

### Війна між Штатами
Термін «Війна між Штатами» (War Between the States) рідко використовувався під час війни, але згодом став переважати серед прихильників тлумачення війни «програної справи».
Уряд Конфедерації уникав терміна «громадянська війна», який припускає, що обидві сторони є частиною однієї країни, тому в офіційних документах називав це «війною між Конфедеративними Штатами Америки та Сполученими Штатами Америки» (War between the Confederate States of America and the United States of America). Європейська дипломатія виробила подібну формулу для уникнення словосполучення «громадянська війна». Проголошення британського нейтралітету королеви Вікторії йшлося про «ворожі дії... між урядом Сполучених Штатів Америки та деякими державами, які називають себе Конфедеративними Штатами Америки».
Після війни в мемуарах колишніх посадовців і ветеранів Конфедерації ( Джозефа Е. Джонстона, Рафаеля Семмеса та особливо Олександра Стівенса ) зазвичай використовувався термін «війна між Штатами». У 1898 році Об'єднані ветерани Конфедерації офіційно схвалили назву. На початку 20-го століття Об'єднані дочки Конфедерації (UDC) очолили кампанію з просування терміна «Війна між Штатами» в ЗМІ та державних школах. УДК спроби переконати Конгрес США прийняти цей термін почалися в 1913 році, але були безуспішними. Конгрес ніколи не прийняв офіційної назви війни. Назва «Війна між Штатами» вказана на військовому меморіалі USMC на Арлінгтонському національному кладовищі. Ім'я було вказано особисто Лемюелем С. Шефердом молодшим, 20-м командиром Корпусу морської піхоти.
Франклін Д. Рузвельт назвав громадянську війну «чотирирічною війною між Штатами» (the four-year War Between the States). Згадки про «війну між Штатами» іноді з’являються в документах федерального суду та суду штату, зокрема в знаковій думці судді Гаррі Блекмуна у справі Roe v. Уейд. Їх використання демонструє загальність використання терміна. Рузвельт народився і виріс у штаті Нью-Йорк, а Блекмун народився в південному Іллінойсі, але виріс у Сент-Полі, Міннесота.
Назви «Громадянська війна» та «Війна між Штатами» використовувалися разом у деяких формальних контекстах. Наприклад, щоб відзначити сторіччя війни в 1960-х роках, штат Джорджія створив «Комісію сторіччя громадянської війни в Джорджії, що вшановує війну між Штатами». У 1994 році Поштова служба США випустила серію пам’ятних марок «Громадянська війна: війна між Штатами».

## Історичні терміни в США

### Війна повстання
Під час і відразу після війни офіційні особи США, південні юніоністи та про-юніонські письменники часто називали конфедератів «повстанцями». Найдавніші історії, опубліковані в північних штатах, зазвичай називають війну «Великим повстанням» (the Great Rebellion) або «війною повстання» (the War of the Rebellion) , як і багато пам’ятників війни, звідси прізвиська Джонні Реб (та Біллі Янк ) для учасників.
Фредерік Дуглас виголосив промову під назвою «Повстання рабовласників» (The Slaveholders' Rebellion) 4 липня 1862 року в Хімроді, штат Нью-Йорк , а Джон Гарві написав «Повстання рабовласників і падіння рабства в Америці» в 1865 році  Понад 7000 газетних статей використовували термін «Повстання рабовласників» між 1860 і 1900 роками 
Офіційні військові записи США називають війну «війною повстання». Записи були зібрані Військовим міністерством США у 127-томній збірці «Війна повстання: збірка офіційних документів армій Союзу та Конфедерації», яка була опублікована з 1881 по 1901 рік. Історики зазвичай називають колекцію офіційними документами.

### Війна за відокремлення/розділення
"Війна за розділення" (War of Separation) час від часу використовувалася людьми в Конфедерації під час війни. У більшості романських мов слова, що використовуються для позначення війни, буквально перекладаються як «Війна за відокремлення» (англ. War of Secession,  фр. Guerre de Sécession , італ. Guerra di secessione, ісп. Guerra de Secesión , порт. Guerra de Secessão, рум. Războiul de Secesiune), назва, яка також використовується в Центральній та Східній Європі: Sezessionskrieg зазвичай використовується в німецькій мові та Wojna secesyjna вживається в польській мові  (Волт Вітмен у своїй прозі називає це «війною за сецесію» або «війною сецесії»).

### Війна за незалежність півдня/Друга американська революція
«Війна за незалежність Півдня» (War for Southern Independence), «Друга американська революція» (Second American Revolution) та їхні варіації — це назви, якими деякі південці позначають війну. Ця термінологія має на меті паралельне використання Війни за незалежність США. Хоча цей термін був популярним на стороні Конфедерації під час війни ( Стоунвол Джексон регулярно називав війну «другою війною за незалежність» (second war for independence)), термін втратив популярність одразу після поразки Конфедерації та її нездатності отримати незалежність. Наприкінці XX століття використання цього терміна дещо активувалося.
Популярним віршем, опублікованим на ранніх етапах військових дій, була поема «Південна Кароліна». У пролозі війна була названа «Третьою війною за незалежність» (Third War for Independence), оскільки Англо-американська ійна 1812 року була названа другою такою війною. 8 листопада 1860 року Charleston Mercury, сучасна південна газета, заявила: «Чай був викинутий за борт. Розпочато революцію 1860 року» .
У 1920-х роках історик Чарльз А. Берд використав термін «Друга американська революція» (Second American Revolution), щоб підкреслити зміни, спричинені перемогою Союзу. Цей термін все ще використовується організацією «Сини ветеранів Конфедерації» (Sons of Confederate Veterans), але з наміром позитивно представляти справу Конфедерації.

### Війна за Союз
Деякі південні юніонисти та жителі півночі використовували «Війна за Союз» (The War for the Union), назву лекції лідера аболіціоністів Венделла Філіпса в грудні 1861 року.
Ordeal of the Union, велика восьмитомна історія, видана з 1947 по 1971 рік істориком і журналістом (Джозефом) Алланом Невінсом, наголошує на Союзі в назві першого тому, яка також стала назвою серії. Оскільки Невінс отримав премії Бенкрофта, Скрібнера та Національну книжкову премію за книги із серії «Випробування союзом», його назва могла мати вплив. Однак четвертий том має назву «Пролог до громадянської війни, 1859-1861», а наступні чотири томи використовують «Війна» в назвах. Шостий том «Війна стає революцією, 1862–1863» продовжує цю попередню нитку, називаючи конфлікт, але Невінс не вважав відокремлення Півдня революційним і не підтримував спроби апологетів Півдня пов’язати війну з Американською революцією 1775–1783 рр. У всякому разі, його вибір терміна щодо громадянської війни більше пов’язаний з промисловою революцією та її глибокими наслідками.

### Північна/Загарбницька війна Янкі
Назва «Війна північної агресії» (War of Northern Aggression) використовувалася для позначення Союзу як воюючої сторони у війні. Назва виникла в епоху Джима Кроу в 1950-х роках, коли її придумали прихильники сегрегації, які намагалися прирівняти сучасні спроби покінчити з сегрегацією до спроб 19-го століття скасувати рабство. Назву критикували такі історики, як Джеймс М. Макферсон , оскільки Конфедерація «взяла на себе ініціативу, відокремившись всупереч виборам президента конституційною більшістю»  і «розпочавши війну, обстрілявши американський прапор».
Оскільки вільні штати та більшість неянкістських груп (німці, американці голландського походження, нью- йоркські ірландці та поселенці з півдня в Огайо, Індіані та Іллінойсі) виступили проти ведення громадянської війни , інші симпатики Конфедерації використовували назва «Агресивна війна янкі» (War of Yankee Aggression), щоб вказати, що громадянська війна є війною янкі, а не Північною війною як такою.
І навпаки, «Агресивна війна Півдня» (War of Southern Aggression) використовувалася тими, хто стверджував, що Конфедерація була воюючою стороною. Вони стверджують, що Конфедерація почала війну, розпочавши бій у форті Самтер.

### Різне
Інші назви конфлікту: «Війна Конфедерації» (The Confederate War) «Війну Б’юкенена», «Війну містера Лінкольна » та «Війну містера Девіса ». У 1892 році товариство медсестер воєнних часів округу Колумбія взяло назву Національна асоціація армійських медсестер пізньої війни (National Association of Army Nurses of the Late War) , де «пізня» означає просто «недавня». Більш евфемістичні терміни — «Пізня неприємність» (The Recent Unpleasantness) і «Нещодавня неприємність» (he Recent Unpleasantness.)  Інші післявоєнні назви на Півдні включали «Війну розділів» (The War of the Sections) і «Війну братів» (The Brothers' War), особливо в прикордонних штатах.

## Назви битв і військ
| Назви битв громадянської війни                | Назви битв громадянської війни | Назви битв громадянської війни |
| Дата                                          | Південна назва                 | Північна назва                 |
| --------------------------------------------- | ------------------------------ | ------------------------------ |
| 21 липня 1861 року                            | Перший Манассас                | Перший біг биків               |
| 10 серпня 1861 року                           | Oak Hills                      | Вілсонс-Крік                   |
| 21 жовтня 1861 року                           | Лізбург                        | Болс Блаф                      |
| 19 січня 1862 року                            | Мілл-Спрінгс                   | Перехресні дороги Логана       |
| 7–8 березня 1862 р                            | Таверна Елкхорн                | Пі Рідж                        |
| 6–7 квітня 1862 р                             | Шило                           | Пітсбурзький десант            |
| 31 травня – 1 червня 1862р                    | Сім сосен                      | Чесні дуби                     |
| 26 червня 1862 року                           | Механіксвіль                   | Битва при Бівер-Дем-Крік       |
| 27 червня 1862 року                           | Млин Гейнса                    | Річка Чикахоміні               |
| 29–30 серпня 1862 р                           | Другий Манассас                | Другий пробіг биків            |
| 1 вересня 1862 року                           | Окс Хілл                       | Шантильї                       |
| 14 вересня 1862 року                          | Бунсборо                       | Південна гора                  |
| 14 вересня 1862 року                          | Беркітсвіль                    | Кремптон-Геп                   |
| 17 вересня 1862 року                          | Шарпсбург                      | Антиетам                       |
| 8 жовтня 1862 року                            | Perryville                     | Чаплінські пагорби             |
| 31 грудня 1862 року – </br> 2 січня 1863 року | Мерфрісборо                    | Річка Стоунс                   |
| 20 лютого 1864 року                           | Олустеє                        | Океанський ставок              |
| 8 квітня 1864 року                            | Менсфілд                       | Sabine Cross Roads             |
| 19 вересня 1864 року                          | Вінчестер                      | Opequon                        |

Існує розбіжність між сторонами в назвах деяких битв війни. Сили Союзу часто називали битви за водоймами чи іншими природними об’єктами, які виднілися на полі бою або поблизу нього, але Конфедерати найчастіше використовували назву найближчого міста чи штучного орієнтира. Історик Шелбі Фут пояснив, що багато жителів півночі жили в містах і вважали водойми заслуговуючими уваги, але багато жителів півдня жили в селах і вважали міста заслуговуючими на увагу. Через це багато битв мали дві широко вживані назви.
Однак не всі відмінності ґрунтуються на цих угодах про найменування. Багато сучасних розповідей про битви громадянської війни використовують назви, встановлені Північчю. Однак для деяких битв південна назва стала стандартною. Служба національних парків час від часу використовує південні назви для своїх парків на полях битв, розташованих на півдні, таких як Манассас і Шило. Загалом умовність іменування визначалася переможцем у битві. Приклади битв із подвійними назвами наведено в таблиці.
Армії Громадянської війни також називалися у спосіб, що нагадував поля битв, оскільки Північні армії часто називали за великими річками ( Армія Потомака, Армія Теннессі, Армія Міссісіпі ), а армії Півдня — за штатами або географічними регіонами ( Армія Північна Вірджинія, Армія Теннессі, Армія Міссісіпі ).
Підрозділи, менші за армії, у багатьох випадках називалися по-різному. Корпуси зазвичай писалися (Перший армійський корпус або просто Перший корпус), але післявоєнна конвенція була розроблена для позначення корпусів Союзу римськими цифрами ( XI корпус ). Часто, особливо в південних арміях, корпуси були більш відомі під іменем лідера (корпус Харді, корпус Полка).
Бригади Союзу отримували цифрові позначення (1-ша, 2-га тощо), але бригади Конфедерації часто називалися на честь свого командувача ( Бригада Худа, Бригада Гордона). Бригади Конфедерації, названі так, зберігали ім’я початкового командира, навіть якщо ними тимчасово командував інший чоловік; наприклад, у битві під Геттісбергом бригадою Хоука командував Ісаак Евері, а бригадою Ніколла — Джессі Вільямс. Прізвиська були поширені в обох арміях, наприклад « Залізна бригада» та «Бригада Стоунволл».
Артилерійські батареї Союзу зазвичай називалися числово, а батареї Конфедерації — за назвою міста чи округу, в якому вони були набрані ( Артилерія Флуванна ). Знову ж таки, їх часто називали просто іменем командира (батарея Муді, батарея Паркера).

## Подальше читання
- Catton, Bruce, The Coming Fury: The Centennial History of the Civil War, Volume 1, Doubleday, 1961, ISBN 0-641-68525-4
- Coski, John M., "The War between the Names", North and South magazine, vol. 8, no. 7., January 2006.
- Musick, Michael P., "Civil War Records: A War by Any Other Name", Prologue: Quarterly of the National Archives, Summer 1995, Vol. 27, No. 2.
- US War Department, The War of the Rebellion: a Compilation of the Official Records of the Union and Confederate Armies, US Government Printing Office, 1880–1901.
- Wittichen, Mrs. Murray Forbes, "Let's Say 'War Between the States'", Florida Division, United Daughters of the Confederacy, 1954.

## Зовнішні посилання
- Служба національних парків
- Назви битв громадянської війни
- Декларація причин відокремлення держав
- Називання війни
- Відео, де ветеран називає це "війною повстання"